# EPrix van Tokio 2024
De ePrix van Tokio 2024 werd gehouden op 30 maart 2024 op het Tokyo Street Circuit. Dit was de vijfde race van het tiende Formule E-seizoen.
De race werd gewonnen door Maserati-coureur Maximilian Günther, die zijn eerste zege van het jaar behaalde. Oliver Rowland werd voor Nissan vanaf pole position tweede, terwijl Andretti-rijder Jake Dennis derde werd.

## Kwalificatie

### Groepsfase
De top vier uit iedere groep kwalificeerde zich voor de knockoutfase.
Groep A
| Pos | No | Coureur                | Team             | Tijd     |
| --- | -- | ---------------------- | ---------------- | -------- |
| 1   | 22 | Oliver Rowland         | Nissan           | 1:19.658 |
| 2   | 48 | Edoardo Mortara        | Mahindra         | 1:19.678 |
| 3   | 1  | Jake Dennis            | Andretti-Porsche | 1:19.939 |
| 4   | 9  | Mitch Evans            | Jaguar           | 1:19.991 |
| 5   | 13 | António Félix da Costa | Porsche          | 1:20.010 |
| 6   | 17 | Norman Nato            | Andretti-Porsche | 1:20.056 |
| 7   | 5  | Jake Hughes            | McLaren-Nissan   | 1:20.226 |
| 8   | 11 | Lucas di Grassi        | Abt-Mahindra     | 1:20.269 |
| 9   | 18 | Jehan Daruvala         | Maserati         | 1:20.395 |
| 10  | 37 | Nick Cassidy           | Jaguar           | 1:20.401 |
| 11  | 16 | Sébastien Buemi        | Envision-Jaguar  | 1:20.678 |

Groep B
| Pos | No | Coureur             | Team            | Tijd     |
| --- | -- | ------------------- | --------------- | -------- |
| 1   | 7  | Maximilian Günther  | Maserati        | 1:19.391 |
| 2   | 3  | Sérgio Sette Câmara | ERT             | 1:19.474 |
| 3   | 51 | Nico Müller         | Abt-Mahindra    | 1:19.725 |
| 4   | 94 | Pascal Wehrlein     | Porsche         | 1:19.792 |
| 5   | 4  | Robin Frijns        | Envision-Jaguar | 1:19.822 |
| 6   | 21 | Nyck de Vries       | Mahindra        | 1:19.881 |
| 7   | 25 | Jean-Éric Vergne    | DS              | 1:19.883 |
| 8   | 33 | Dan Ticktum         | ERT             | 1:19.952 |
| 9   | 2  | Stoffel Vandoorne   | DS              | 1:20.027 |
| 10  | 23 | Sacha Fenestraz     | Nissan          | 1:20.132 |
| 11  | 8  | Sam Bird            | McLaren-Nissan  | 1:20.660 |

### Knockoutfase
De combinatie letter/cijfer staat voor de groep waarin de betreffende coureur uitkwam en de positie die hij in deze groep behaalde.
|  | Kwartfinale         | Kwartfinale        |                     |          | Halve finale | Halve finale |  |  | Finale | Finale |
|  |                     |                    |                     |          |              |              |  |  |        |        |
|  |                     |                    |                     |          |              |              |  |  |        |        |
|  | A3-A2               |                    |                     |          |              |              |  |  |        |        |
|  |                     |                    |                     |          |              |              |  |  |        |        |
|  | Jake Dennis         | 1:19.323           |                     |          |              |              |  |  |        |        |
|  | Jake Dennis         | 1:19.323           | K1-K2               |          |              |              |  |  |        |        |
|  | Edoardo Mortara     | 1:19.008           |                     |          |              |              |  |  |        |        |
|  | Edoardo Mortara     | 1:19.008           | Edoardo Mortara     | 1:19.081 |              |              |  |  |        |        |
|  | A4-A1               |                    | Edoardo Mortara     | 1:19.081 |              |              |  |  |        |        |
|  |                     | Oliver Rowland     | 1:18.855            |          |              |              |  |  |        |        |
|  | Mitch Evans         | Oliver Rowland     | 1:18.855            | 1:19.448 |              |              |  |  |        |        |
|  | Mitch Evans         |                    | H1-H2               | 1:19.448 |              |              |  |  |        |        |
|  | Oliver Rowland      | 1:19.164           |                     |          |              |              |  |  |        |        |
|  | Oliver Rowland      | 1:19.164           | Oliver Rowland      | 1:19.023 |              |              |  |  |        |        |
|  | B3-B2               |                    | Oliver Rowland      | 1:19.023 |              |              |  |  |        |        |
|  |                     | Maximilian Günther | 1:19.044            |          |              |              |  |  |        |        |
|  | Nico Müller         | Maximilian Günther | 1:19.044            | 1:19.756 |              |              |  |  |        |        |
|  | Nico Müller         | K3-K4              |                     | 1:19.756 |              |              |  |  |        |        |
|  | Sérgio Sette Câmara | 1:19.160           |                     |          |              |              |  |  |        |        |
|  | Sérgio Sette Câmara | 1:19.160           | Sérgio Sette Câmara | 1:21.244 |              |              |  |  |        |        |
|  | B4-B1               |                    | Sérgio Sette Câmara | 1:21.244 |              |              |  |  |        |        |
|  |                     | Maximilian Günther | 1:19.046            |          |              |              |  |  |        |        |
|  | Pascal Wehrlein     | Maximilian Günther | 1:19.046            | 1:19.560 |              |              |  |  |        |        |
|  | Pascal Wehrlein     |                    |                     | 1:19.560 |              |              |  |  |        |        |
|  | Maximilian Günther  | 1:19.252           |                     |          |              |              |  |  |        |        |
|  | Maximilian Günther  | 1:19.252           |                     |          |              |              |  |  |        |        |

### Startopstelling
| Pos | No | Coureur                | Team             |
| --- | -- | ---------------------- | ---------------- |
| 1   | 22 | Oliver Rowland         | Nissan           |
| 2   | 7  | Maximilian Günther     | Maserati         |
| 3   | 48 | Edoardo Mortara        | Mahindra         |
| 4   | 3  | Sérgio Sette Câmara    | ERT              |
| 5   | 1  | Jake Dennis            | Andretti-Porsche |
| 6   | 94 | Pascal Wehrlein        | Porsche          |
| 7   | 51 | Nico Müller            | Abt-Mahindra     |
| 8   | 13 | António Félix da Costa | Porsche          |
| 9   | 9  | Mitch Evans            | Jaguar           |
| 10  | 4  | Robin Frijns           | Envision-Jaguar  |
| 11  | 17 | Norman Nato            | Andretti-Porsche |
| 12  | 21 | Nyck de Vries          | Mahindra         |
| 13  | 25 | Jean-Éric Vergne       | DS               |
| 14  | 11 | Lucas di Grassi        | Abt-Mahindra     |
| 15  | 33 | Dan Ticktum            | ERT              |
| 16  | 5  | Jake Hughes            | McLaren-Nissan   |
| 17  | 18 | Jehan Daruvala         | Maserati         |
| 18  | 2  | Stoffel Vandoorne      | DS               |
| 19  | 37 | Nick Cassidy           | Jaguar           |
| 20  | 23 | Sacha Fenestraz        | Nissan           |
| 21  | 16 | Sébastien Buemi        | Envision-Jaguar  |
| 22  | 8  | Sam Bird               | McLaren-Nissan   |

## Race
| Pos | No | Coureur                | Team             | Rondes | Tijd/Oorzaak uitval | Grid | Punten |
| --- | -- | ---------------------- | ---------------- | ------ | ------------------- | ---- | ------ |
| 1   | 7  | Maximilian Günther     | Maserati         | 35     | 53:34.665           | 2    | 26     |
| 2   | 22 | Oliver Rowland         | Nissan           | 35     | +0.755              | 1    | 21     |
| 3   | 1  | Jake Dennis            | Andretti-Porsche | 35     | +1.405              | 5    | 15     |
| 4   | 13 | António Félix da Costa | Porsche          | 35     | +1.822              | 8    | 12     |
| 5   | 94 | Pascal Wehrlein        | Porsche          | 35     | +3.897              | 6    | 10     |
| 6   | 17 | Norman Nato            | Andretti-Porsche | 35     | +4.573              | 11   | 8      |
| 7   | 51 | Nico Müller            | Abt-Mahindra     | 35     | +4.983              | 7    | 6      |
| 8   | 37 | Nick Cassidy           | Jaguar           | 35     | +5.542              | 19   | 4      |
| 9   | 4  | Robin Frijns           | Envision-Jaguar  | 35     | +5.929              | 10   | 2      |
| 10  | 3  | Sérgio Sette Câmara    | ERT              | 35     | +6.504              | 4    | 1      |
| 11  | 23 | Sacha Fenestraz        | Nissan           | 35     | +7.016              | 20   |        |
| 12  | 25 | Jean-Éric Vergne       | DS               | 35     | +7.583              | 13   |        |
| 13  | 16 | Sébastien Buemi        | Envision-Jaguar  | 35     | +8.467              | 21   |        |
| 14  | 5  | Jake Hughes            | McLaren-Nissan   | 35     | +8.859              | 16   |        |
| 15  | 9  | Mitch Evans            | Jaguar           | 35     | +9.316              | 9    |        |
| 16  | 2  | Stoffel Vandoorne      | DS               | 35     | +9.735              | 18   |        |
| 17  | 18 | Jehan Daruvala         | Maserati         | 35     | +15.096             | 17   |        |
| 18  | 33 | Dan Ticktum            | ERT              | 35     | +49.418             | 15   |        |
| NC  | 8  | Sam Bird               | McLaren-Nissan   | 34     | +1 ronde            | 22   |        |
| DNF | 11 | Lucas di Grassi        | Abt-Mahindra     | 17     | Lekke band          | 14   |        |
| DNF | 21 | Nyck de Vries          | Mahindra         | 17     | Schade ongeluk      | 12   |        |
| DSQ | 48 | Edoardo Mortara        | Mahindra         | 35     | Gediskwalificeerd   | 3    |        |

## Tussenstanden wereldkampioenschap

### Coureurs
| Positie | No. | Rijder             | Team             | Punten |
| ------- | --- | ------------------ | ---------------- | ------ |
| 01      | 94  | Pascal Wehrlein    | Porsche          | 63     |
| 02      | 37  | Nick Cassidy       | Jaguar           | 61     |
| 03      | 22  | Oliver Rowland     | Nissan           | 54     |
| 04      | 1   | Jake Dennis        | Andretti-Porsche | 53     |
| 05      | 7   | Maximilian Günther | Maserati         | 48     |
| 06      | 9   | Mitch Evans        | Jaguar           | 39     |
| 07      | 25  | Jean-Éric Vergne   | DS               | 39     |
| 08      | 8   | Sam Bird           | McLaren-Nissan   | 37     |
| 09      | 4   | Robin Frijns       | Envision-Jaguar  | 21     |
| 10      | 16  | Sébastien Buemi    | Envision-Jaguar  | 20     |

### Teams
| Positie | Team             | Punten |
| ------- | ---------------- | ------ |
| 01      | Jaguar           | 100    |
| 02      | Porsche          | 83     |
| 03      | Andretti-Porsche | 70     |
| 04      | Nissan           | 62     |
| 05      | DS               | 57     |
| 06      | McLaren-Nissan   | 55     |
| 07      | Maserati         | 48     |
| 08      | Envision-Jaguar  | 41     |
| 09      | Abt-Mahindra     | 06     |
| 10      | ERT              | 03     |

### Constructeurs
| Pos. | Constructeur | Punten |
| ---- | ------------ | ------ |
| 01   | Jaguar       | 129    |
| 02   | Porsche      | 122    |
| 03   | Nissan       | 109    |
| 04   | Stellantis   | 97     |
| 05   | Mahindra     | 06     |
| 06   | ERT          | 03     |